# Longitud de dispersió
En mecànica quàntica, la longitud de dispersió descriu la dispersió d'una partícula a baixa energia. Per a potencials que decauen més ràpidament que {\displaystyle 1/r^{3}} quan {\displaystyle r\to \infty }, es defineix com el següent límit a baixa energia:
{\displaystyle \lim _{k\to 0}k\cot \delta (k)=-{\frac {1}{a}}\;,}
on {\displaystyle a} és la longitud de dispersió, {\displaystyle k} és el nombre d'ona i {\displaystyle \delta (k)} és el canvi de fase de l'ona esfèrica sortint. La secció eficaç elàstica, {\displaystyle \sigma _{e}}, a baixes energies ve determinada únicament per la longitud de dispersió:
{\displaystyle \lim _{k\to 0}\sigma _{e}=4\pi a^{2}\;.}

## Concepte general
Quan una partícula lenta es dispersada per un dispersor d'abast curt (per exemple, una impuresa en un sòlid o una partícula pesant), la partícula no pot resoldre l'estructura interna de l'objecte perquè la seva longitud d'ona de Broglie és massa llarga. En aquest cas, no es important la forma precisa del potencial {\displaystyle V(r)} dispersiu, sinó només com es veu el potencial a llargues distàncies. La manera formal de resoldre aquest problema és fer una expansió d'ones parcials (l'anàleg a l'expansió multipolar en electrodinàmica clàssica), on s'expandeix en els components del moment angular de l'ona de sortida. A molt baixa energia, la partícula entrant no veu cap estructura, i per tant a l'ordre més baix només hi ha una ona de sortida esfèrica, anomenada ona S en analogia amb l'orbital atòmic de nombre quàntic de moment angular l = 0. A energies més altes també cal tenir en compte la dispersió de les ones P i D (l = 1,2), i així successivament.
La idea de descriure propietats de baixa energia en termes d'uns quants paràmetres i simetries és molt potent, i també està darrere del concepte de renormalització.
El concepte de longitud de dispersió també es pot estendre a potencials que decauen més lentament que {\displaystyle 1/r^{3}} quan {\displaystyle r\to \infty }. Un exemple famós, rellevant per a la dispersió protó-protó, és la longitud de dispersió modificada pels efectes elèctrics de Coulomb.

## Exemple
Com a exemple de com calcular la longitud de dispersió d'ona S (és a dir, de moment angular {\displaystyle l=0}) per a un potencial donat es pot considerar un pou de potencial esfèric en 3 dimensions infinitament repulsiu del radi {\displaystyle r_{0}}. L'equació de Schrödinger radial ({\displaystyle l=0}) fora del pou és la mateixa que per a una partícula lliure:
{\displaystyle -{\frac {\hbar ^{2}}{2m}}u''(r)=Eu(r),}
on el potencial del nucli dur requereix que la funció d'ona {\displaystyle u(r)} desaparegui a {\displaystyle r=r_{0}}, {\displaystyle u(r_{0})=0}. La solució es troba fàcilment:
{\displaystyle u(r)=A\sin(kr+\delta _{s})} .
Aquí {\displaystyle k={\sqrt {2mE}}/\hbar } i {\displaystyle \delta _{s}=-k\cdot r_{0}} és el canvi de fase de l'ona S (la diferència de fase entre l'ona entrant i sortint), que es fixa per la condició límit {\displaystyle u(r_{0})=0}; i {\displaystyle A} és una constant de normalització arbitrària.
Hom pot demostrar que en general {\displaystyle \delta _{s}(k)\approx -k\cdot a_{s}+O(k^{2})} per a petits valors de {\displaystyle k} (és a dir, per a dispersions de baixa energia). El paràmetre {\displaystyle a_{s}} (amb dimensions de longitud) es defineix com la longitud de dispersió. Per al nostre potencial tenim, doncs {\displaystyle a=r_{0}}, és a dir, la longitud de dispersió d'una esfera dura és només el radi. (Alternativament es podria dir que un potencial arbitrari amb longitud de dispersió d'ones S {\displaystyle a_{s}} té les mateixes propietats de dispersió de baixa energia que una esfera dura de radi {\displaystyle a_{s}}). Per relacionar la longitud de dispersió amb observables físics que es poden mesurar en un experiment de dispersió, cal calcular la secció eficaç {\displaystyle \sigma }. En teoria de la dispersió, la funció d'ona asimptòtica s'escriu (suposant que hi ha un dispersor de rang finit a l'origen i hi ha una ona plana entrant al llarg de l'eix {\displaystyle z}) com a :
{\displaystyle \psi (r,\theta )=e^{ikz}+f(\theta ){\frac {e^{ikr}}{r}}}
on {\displaystyle f} és l'amplitud de dispersió. Segons la interpretació de probabilitats de la mecànica quàntica, la secció eficaç diferencial ve donada per {\displaystyle d\sigma /d\Omega =|f(\theta )|^{2}} (probabilitat per unitat de temps de dispersar-se en la direcció {\displaystyle \mathbf {k} }). Si considerem només la dispersió d'ones D, la secció eficaç diferencial no depèn de l'angle {\displaystyle \theta }, i la secció eficaç de dispersió total és simplement {\displaystyle \sigma =4\pi |f|^{2}}. La part de l'ona S de la funció d'ona {\displaystyle \psi (r,\theta )} es projecta utilitzant l'expansió estàndard d'una ona plana en termes d'ones esfèriques i polinomis de Legendre {\displaystyle P_{l}(\cos \theta )} :
{\displaystyle e^{ikz}\approx {\frac {1}{2ikr}}\sum _{l=0}^{\infty }(2l+1)P_{l}(\cos \theta )\left[(-1)^{l+1}e^{-ikr}+e^{ikr}\right]}
Fent coincidir la component {\displaystyle l=0} de {\displaystyle \psi (r,\theta )} amb la solució de l'ona S {\displaystyle \psi (r)=A\sin(kr+\delta _{s})/r} (on {\displaystyle A} és normalitzada tal que l'ona entrant {\displaystyle e^{ikz}} té un prefactor unitat) es troba:
{\displaystyle f={\frac {1}{2ik}}(e^{2i\delta _{s}}-1)\approx \delta _{s}/k\approx -a_{s}}
que dóna finalment:
{\displaystyle \sigma ={\frac {4\pi }{k^{2}}}\sin ^{2}\delta _{s}=4\pi a_{s}^{2}}